# Planície de Elesquirte
A planície de Elesquirte (em turco: Eleşkirt ovası) ou planície de Alascerta (em armênio: Ալաշկերտ Դաշտ, Alaškerti dašt) é uma planície aluvial da Turquia, na província de Are. Grosso modo, coincide com o extinto distrito (gavar) de Bagrauandena, da província de Airarate do Reino da Armênia da Antiguidade. Por esse motivo, sua porção norte já foi chamada Zirave, enquanto sua porção principal era chamada Bagrauandena.

## Geografia
A planície se estende na área entre as montanhas Aras, Xarriã e Salcanse, no curso superior do rio Murate. A planície mede 85 quilômetros de comprimento (leste a oeste) e 50 de largura (norte a sul) e está a uma altitude de 1 900 metros. Na sua parte central, no entanto, é um pouco rebaixada, e não excede 1 650 metros de altitude. Nela concentram-se lavas basálticas do período Terciário, cobertas por sedimentos lacustres e argilosos. Possui resersas de enxofre e turfa e há fontes de água doce e fontes termais.
Os invernos na planície são rigorosos, com temperatura média de janeiro de -10°C a -12°C, e mínima de -25°C a -30°C, enquanto seu verão tem temperatura média em agosto de +16°C a +18°C. Sua precipitação anual é de 600 milímetros. É cortada por uma densa rede fluvial centrada no rio Murate e a maioria desses rios congela no inverno. Sua paisagem é uma estepe, com arbustos nos vales dos rios e ravinas no sopé das montanhas. Seu solo é preto e fértil e a população concentra-se no cultivo de vegetais e trigo, que é exportado, e na criação de gado. Em 1915-18, as aldeias armênias da região foram destruídas e sua população foi dispersa e/ou morta.